# Juary
Juary Jorge dos Santos Filho (São João de Meriti, 16 giugno 1959) è un allenatore di calcio ed ex calciatore brasiliano, di ruolo attaccante.

## Biografia
Nel 1981 ha inciso un 45 giri, con la canzone Sarà così, scritta da Giacomo Simonelli ed Emilio Iarrusso. Dopo il ritiro dall'attività agonistica è stato opinionista in diverse trasmissioni sportive. Suo figlio, Juary Jorge dos Santos Neto, ha giocato a calcio nella formazione Berretti dell'Avellino, e a calcio a 5 nel CUS Avellino, prima di ritirarsi dalla carriera agonistica.

## Carriera

### Giocatore

#### Gli inizi
Iniziò a giocare a calcio nelle file del Santos, squadra con cui esordì nel 1976 e che lo portò alla nazionale brasiliana (con la quale disputò la Coppa America 1979) ma che abbandonò a causa di problemi con la società; con questa formazione nel 1978 segnò tre gol nel derby contro il San Paolo vinto dalla sua squadra per 3-1. Con lo stesso club giocò anche la partita di addio di Pelé.
Nel 1979 passò al Tecos de la UAG di Guadalajara, squadra messicana dove rimase per una sola stagione.

#### Serie A

Juary (a destra) all'Avellino nella stagione 1981-1982, assieme al capitano degli irpini Di Somma.

Nel 1980 fu acquistato dall'Avellino del presidente Antonio Sibilia, in occasione della riapertura delle frontiere, su segnalazione del nuovo allenatore degli irpini, Luís Vinício. Vinta un'iniziale diffidenza dovuta al suo fisico minuto, divenne il beniamino della tifoseria e convinse appieno, mostrando di essere un attaccante dalle caratteristiche ideali per una squadra, come quella campana, in lotta per la salvezza. Riscosse subito simpatie non solo per il suo carattere aperto e solare, ma soprattutto per la caratteristica "danza della bandierina", il suo modo folkloristico di esultare dopo aver segnato un gol, facendo tre giri intorno alla bandierina del calcio d'angolo, gesto che lo portò all'attenzione generale.
Al suo esordio con l'Avellino, in una partita di Coppa Italia al Partenio vinta per 4-1 contro il Catania, fissò il punteggio segnando quello che lui ricorda come il gol più bello in carriera; tale rete passò inoltre agli annali del calcio italiano per essere stata la prima realizzata da uno straniero dopo la cosiddetta riapertura delle frontiere. Nell'ottobre del 1980 accompagnò, a propria insaputa, il presidente Sibilia a un'udienza di un processo in cui era imputato Raffaele Cutolo, boss della Nuova Camorra Organizzata: si ipotizzò che in quell’occasione Juary avesse consegnato al boss una medaglia d'oro con dedica «A Raffaele Cutolo dall'Avellino Calcio». Tuttavia, tale circostanza fu smentita anni dopo dallo stesso ex calciatore in un’intervista al quotidiano La Stampa, definendola un’invenzione.
Dopo due positivi anni di militanza in Irpinia (34 presenze con 13 reti), scelse di giocare in una grande squadra, accettando le offerte dell'Inter. In realtà la società nerazzurra lo acquistò soprattutto come pedina di scambio per avere dal Cesena l'attaccante Walter Schachner; tuttavia, sfumate le trattative, Juary rimase in nerazzurro per il campionato 1982-1983 dove collezionò 21 presenze e 2 reti, anche per problemi di affiatamento della squadra. Venne ceduto l'anno successivo all'Ascoli, ma anche la permanenza nelle Marche durò solo un campionato (27 gare e 5 gol). Nel 1984-1985 giocò nella Cremonese (19 presenze e 2 reti), sempre senza raggiungere i livelli di rendimento che lo avevano posto all'attenzione generale nelle stagioni ad Avellino.

#### Porto

Juary in azione al Porto nel mundialito per club 1987

L'impressione ormai era che la sua parabola agonistica fosse in discesa, ma si rivelò decisiva la scelta di cambiare ambiente accettando le offerte del Porto. In Portogallo Juary tornò al suo rendimento ottimale vincendo subito il campionato, cui seguì l'anno successivo la Coppa dei Campioni dove in finale, su passaggio di Rabah Madjer, realizzò il gol-vittoria contro il Bayern Monaco. Al termine dell'esperienza lusitana seguì il ritorno in Brasile per concludere l'attività agonistica.

### Allenatore
Nella stagione 2005-2006 è allenatore della formazione Berretti dell'Avellino, mentre in quella successiva allena i pari età del Potenza; nell'agosto del 2007 comincia la sua esperienza come allenatore nelle giovanili del Napoli. Dal 22 agosto 2008 è il coach della formazione Primavera del Porto. Dal 6 settembre dello stesso anno è responsabile del settore giovanile dell'ASD Montoro, società dilettantistica della provincia di Avellino. Dal 14 febbraio 2009 è il nuovo allenatore del Banzi, società militante nel campionato di Eccellenza lucana; il 5 marzo 2009 la squadra comunica l'abbandono della direzione tecnica della squadra da parte di Juary «a causa della improvvisa partenza per il Brasile». Successivamente è stato responsabile del settore giovanile e allenatore dell'Aversa Normanna, e dal 2010 passa ad allenare il Sestri Levante; nel 2012 ottiene con la formazione ligure la promozione in Serie D, con sei giornate di anticipo rispetto alla fine del campionato di Eccellenza ligure. Il 21 marzo 2013 si dimette da allenatore del Sestri Levante.
Nel 2020 Juary segue a Milano, in zona Giambellino, una scuola calcio affiliata al Santos e un'altra a Borgo San Giovanni vicino a Lodi. Allo stesso tempo continua il suo legame con la città di Avellino dove è coordinatore tecnico della Santos Academy dell'ASD Bellizzi Irpino 2019, società di Seconda Categoria.

## Statistiche

### Cronologia presenze e reti in nazionale
| Cronologia completa delle presenze e delle reti in nazionale ― Brasile | Cronologia completa delle presenze e delle reti in nazionale ― Brasile | Cronologia completa delle presenze e delle reti in nazionale ― Brasile | Cronologia completa delle presenze e delle reti in nazionale ― Brasile | Cronologia completa delle presenze e delle reti in nazionale ― Brasile | Cronologia completa delle presenze e delle reti in nazionale ― Brasile | Cronologia completa delle presenze e delle reti in nazionale ― Brasile | Cronologia completa delle presenze e delle reti in nazionale ― Brasile |
| Data                                                                   | Città                                                                  | In casa                                                                | Risultato                                                              | Ospiti                                                                 | Competizione                                                           | Reti                                                                   | Note                                                                   |
| ---------------------------------------------------------------------- | ---------------------------------------------------------------------- | ---------------------------------------------------------------------- | ---------------------------------------------------------------------- | ---------------------------------------------------------------------- | ---------------------------------------------------------------------- | ---------------------------------------------------------------------- | ---------------------------------------------------------------------- |
| 26-7-1979                                                              | La Paz                                                                 | Bolivia                                                                | 2 – 1                                                                  | Brasile                                                                | Coppa America 1979 - 1º turno                                          | -                                                                      | 60’                                                                    |
| 2-8-1979                                                               | Rio de Janeiro                                                         | Brasile                                                                | 2 – 1                                                                  | Argentina                                                              | Coppa America 1979 - 1º turno                                          | -                                                                      | 63’                                                                    |
| Totale                                                                 |                                                                        | Presenze                                                               | 2                                                                      |                                                                        | Reti                                                                   | 0                                                                      |                                                                        |

## Palmarès

La tipica esultanza di Juary attorno alla bandierina dopo un gol

### Giocatore

#### Club

##### Competizioni statali
- Campionato paulista: 1

Santos: 1978

##### Competizioni nazionali
- Campionato portoghese: 2

Porto: 1985-1986, 1987-1988
- Coppa del Portogallo: 1

Porto: 1987-1988
- Supercoppa di Portogallo: 1

Porto: 1986

##### Competizioni internazionali
- Coppa dei Campioni: 1

Porto: 1986-1987
- Supercoppa UEFA: 1

Porto: 1987
- Coppa Intercontinentale: 1

Porto: 1987

### Allenatore

#### Club

##### Competizioni regionali
- Eccellenza: 1

Sestri Levante: 2011-2012 (girone ligure)